# Dendropaemon telephus
Dendropaemon telephus là một loài bọ cánh cứng trong họ Bọ hung (Scarabaeidae).